# Bains publics de Montréal
Les bains publics de Montréal sont des édifices construits à la fin du XIXe et début du XXe siècle afin d'offrir à la population montréalaise des quartiers défavorisés un lieu pour assurer des conditions d'hygiènes minimales. À cette époque, les logements sont dépourvus de baignoire et d'eau chaude, à certains endroits l'eau est distribuée par des porteurs d'eau,. Les bains publics découlent de la volonté des autorités municipales d'améliorer les conditions défavorables de salubrité et limiter la propagation de maladies infectieuses. Le mouvement hygiéniste montréalais répond à un problème de santé publique globale.

## Histoire

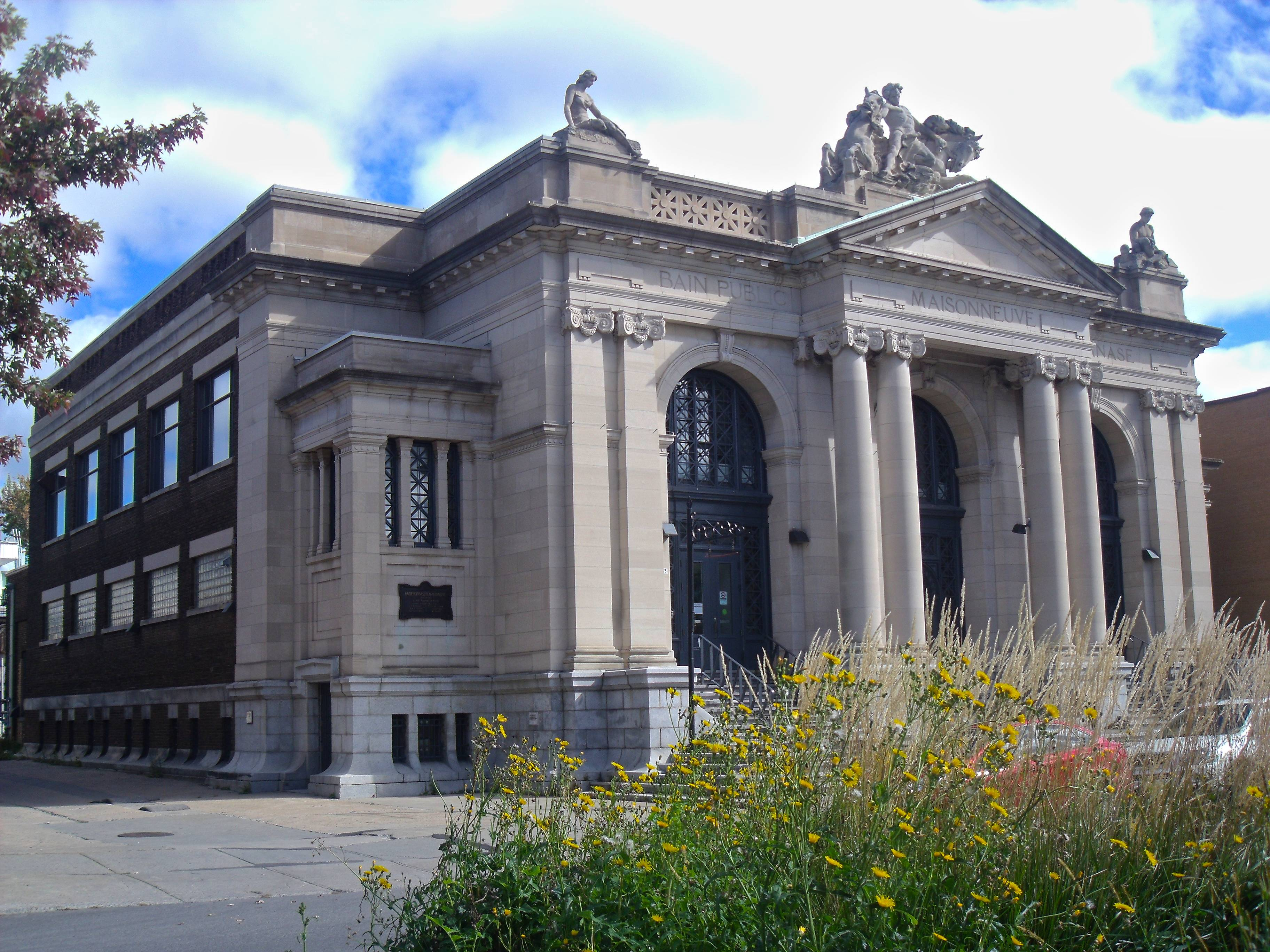
Bain public de Maisonneuve construit en 1916

Les premiers bains apparus en 1883 sont en fait des bassins installés directement dans les cours d'eau tel que le fleuve Saint-Laurent (bain Hochelaga) et le canal de Lachine (bain Wellington),. Ces endroits sont destinés aux ouvriers et strictement réservés aux hommes.
Le premier bain couvert est construit en 1901. En 1904, il y a cinq bains publics sur le territoire montréalais : Wellington, Hochelaga, Gallery, Saint-Gabriel et Saint-Louis, en plus de la plage de sable aménagée sur l'île Sainte-Hélène. Ces installations sont offertes gratuitement à la population, mais seulement temporairement en fonction de la saison. Le premier édifice chauffé et ouvert à l'année est disponible à partir de 1908,. Les principaux utilisateurs sont les enfants et les travailleurs, la présence des femmes étant limitée. À partir de 1893, les femmes sont admises trois jours par semaine au bain de la Pointe-Saint-Charles. Elles sont également acceptées à trois autres bains saisonniers à la suite de nombreuses revendications.
À la suite de déversements d'égouts, l'eau du fleuve et du canal Lachine est devenue impropre à la baignade ce qui favorisa la construction d'une dizaine de nouveaux bains publics au cours des années 1910.
Pendant la Grande Dépression, la construction des bains publics, en plus d'améliorer les conditions d'hygiène, a permis de fournir un travail aux chômeurs affectés par la crise.
À partir des années 1940, avec l'amélioration des services d'eau et d'égout de la ville ainsi que l'amélioration des conditions sanitaires dans les logements, les bains publics changent de vocation pour devenir principalement des lieux de baignade récréative et sportive (piscine). La fréquentation de ces édifices s'élargit aux enfants et aux femmes, des plages horaires séparées pour les hommes et pour les femmes sont mises en place. En 1978, les bains publics deviennent officiellement mixtes.
Au total, vingt-trois bains publics sont construits à Montréal entre 1883 et 1933. Sept de ces édifices sont toujours en service comme centre récréatif et piscine publique : Morgan, Quintal, Schubert, Lévesque, Saint-Denis, Émard et Rosemont. Six autres ont été convertis tels que l'Écomusée du fier monde, le bain Mathieu et le bain Saint-Michel.